# Бојана Радовановић
Бојана Радовановић (Београд, 12. април 2005) српска је певачица.

## Биографија
Радовановићева је yчествовала на многим националним и регионалним музичким фестивалима за децу, међу којима је и такмичење у трећој сезони талент шоуа Пинкове звездице.
Похађала је часове певања у школи певања Voice Stars Factory и часове плеса у школи Dance Factory. Била је део групе Hurricane Junior.
Била је представница Србије на Дечијој Песми Евровизије 2018. године у Минску.

## Дискографија

### Соло
- Свет (2018)
- Све ми дај (2020)

### Hurricane Junior
- Права ствар (2021)
- Балканита (2021)
- Come and love me (2021)
- Halo, Halo (2021)

### Бојана xДавид
- Килиан (2023)
- Проклета (2023)
- Нек причају (2023)
- (2024)
- Шесто чуло (2025)